# نیکو کیژوسکی
نیکو کیژوسکی (انگلیسی: Niko Kijewski؛ زادهٔ ۲۸ مارس ۱۹۹۶) بازیکن فوتبال اهل آلمان است.
از باشگاه‌هایی که در آن بازی کرده‌است می‌توان به باشگاه فوتبال آینتراخت برانشوایگ اشاره کرد.
وی همچنین در تیم‌های ملی فوتبال جوانان آلمان، و جوانان آلمان، و جوانان آلمان، بازی کرده‌است.